# Мірко Енгліх
Мірко Енгліх (нім. Mirko Englich; нар. 28 серпня 1978, Віттен, Північний Рейн-Вестфалія) — німецький борець греко-римського стилю, чемпіон світу серед військовослужбовців, дворазовий срібний призер чемпіонатів Європи, срібний призер Олімпійських ігор.

## Життєпис
Боротьбою почав займатися з 1985 року. У 1998 році став чемпіоном Європи серед юніорів.
Виступав за борцівські клуби «LSC» Люкенвальде та «RSV Hansa 90» Франкфурт-на-Одері. Тренери — Йоерн Леверманн (з 2007), Майк Булльман (з 2007). Він був десятиразовим чемпіоном Німеччини 1998, 2000—2003, 2005—2007, 2010 та 2012 років; срібним призером 1999 року та бронзовим призером 2008, 2011 та 2014 років.

### Родина
У Мірко Енгліха в родині майже всі борці.
Батько Детлеф був багаторазовим чемпіоном Німеччини серед поліцейських і членом команди Бундесліги «KSV Witten». Згодом він очолив цей клуб і багато років був його головою.
Сестра Ніна — багаторазова чемпіонка Німеччини з боротьби, триразова бронзова призерка чемпіонатів світу, дворазова чемпіонка, дворазова срібна та бронзова призерка чемпіонатів Європи.
Мірко Енгліх був жонатий на німецькій борчині Івонн Енгліх родом зі Швабії. Вона була бронзовою призеркою чемпіонату Європи 2011 року, тричі ставала чемпіонкою Німеччини. У січні 2018 Івонн померла від раку у віці 38 років після тривалої та важкої хвороби.
Донька Лотта — п'ятиразова призерка чемпіонатів світу та Європи серед юніорів (до 17 років), в тому числі чемпіонка Європи серед юніорів 2024 року.
Син Ноа — був членом збірної команди Німеччини на чемпіонаті Європи 2019 року серед кадетів. Того ж року здобув бронзову медаль на Європейському молодіжному олімпійському фестивалі.

## Спортивні результати на міжнародних змаганнях

### Виступи на Олімпіадах
| Змагання                    | Збірна    | Вагова категорія                 | Місце  |
| --------------------------- | --------- | -------------------------------- | ------ |
| Літні Олімпійські ігри 2004 | Німеччина | греко-римська боротьба, до 96 кг | 11     |
| Літні Олімпійські ігри 2008 | Німеччина | греко-римська боротьба, до 96 кг | Срібло |

### Виступи на Чемпіонатах світу
| Змагання                        | Збірна    | Вагова категорія                 | Місце |
| ------------------------------- | --------- | -------------------------------- | ----- |
| Чемпіонат світу з боротьби 2001 | Німеччина | греко-римська боротьба, до 97 кг | 25    |
| Чемпіонат світу з боротьби 2002 | Німеччина | греко-римська боротьба, до 96 кг | 8     |
| Чемпіонат світу з боротьби 2003 | Німеччина | греко-римська боротьба, до 96 кг | 10    |
| Чемпіонат світу з боротьби 2005 | Німеччина | греко-римська боротьба, до 96 кг | 5     |
| Чемпіонат світу з боротьби 2007 | Німеччина | греко-римська боротьба, до 96 кг | 25    |
| Чемпіонат світу з боротьби 2010 | Німеччина | греко-римська боротьба, до 96 кг | 11    |
| Чемпіонат світу з боротьби 2011 | Німеччина | греко-римська боротьба, до 96 кг | 8     |

### Виступи на Чемпіонатах Європи
| Змагання                         | Збірна    | Вагова категорія                 | Місце  |
| -------------------------------- | --------- | -------------------------------- | ------ |
| Чемпіонат Європи з боротьби 2001 | Німеччина | греко-римська боротьба, до 97 кг | 9      |
| Чемпіонат Європи з боротьби 2002 | Німеччина | греко-римська боротьба, до 96 кг | 17     |
| Чемпіонат Європи з боротьби 2003 | Німеччина | греко-римська боротьба, до 96 кг | Срібло |
| Чемпіонат Європи з боротьби 2005 | Німеччина | греко-римська боротьба, до 96 кг | 16     |
| Чемпіонат Європи з боротьби 2006 | Німеччина | греко-римська боротьба, до 96 кг | 18     |
| Чемпіонат Європи з боротьби 2007 | Німеччина | греко-римська боротьба, до 96 кг | 21     |
| Чемпіонат Європи з боротьби 2008 | Німеччина | греко-римська боротьба, до 96 кг | Срібло |
| Чемпіонат Європи з боротьби 2010 | Німеччина | греко-римська боротьба, до 96 кг | 5      |
| Чемпіонат Європи з боротьби 2011 | Німеччина | греко-римська боротьба, до 96 кг | 21     |

### Виступи на Чемпіонатах світу серед військовослужбовців
| Змагання                                                  | Збірна    | Вагова категорія                 | Місце  |
| --------------------------------------------------------- | --------- | -------------------------------- | ------ |
| Чемпіонат світу з боротьби серед військовослужбовців 2003 | Німеччина | греко-римська боротьба, до 96 кг | Золото |

### Виступи на інших змаганнях
| Змагання                                                         | Збірна    | Вагова категорія                 | Місце  |
| ---------------------------------------------------------------- | --------- | -------------------------------- | ------ |
| Тестовий турнір FILA 1998                                        | Німеччина | греко-римська боротьба, до 97 кг | 6      |
| Олімпійський кваліфікаційний турнір з боротьби 2000 (Фаенца)     | Німеччина | греко-римська боротьба, до 97 кг | 12     |
| Гран-прі Німеччини з боротьби 2002                               | Німеччина | греко-римська боротьба, до 96 кг | 6      |
| Гран-прі Німеччини з боротьби 2003                               | Німеччина | греко-римська боротьба, до 96 кг | 6      |
| Гран-прі Німеччини з боротьби 2004                               | Німеччина | греко-римська боротьба, до 96 кг | 4      |
| Тор Мастерс 2005                                                 | Німеччина | греко-римська боротьба, до 96 кг | Золото |
| Гран-прі Німеччини з боротьби 2005                               | Німеччина | греко-римська боротьба, до 96 кг | Бронза |
| Гран-прі Німеччини з боротьби 2007                               | Німеччина | греко-римська боротьба, до 96 кг | Срібло |
| Тор Мастерс 2008                                                 | Німеччина | греко-римська боротьба, до 96 кг | Золото |
| Олімпійський кваліфікаційний турнір з боротьби 2008 (Роме-Остія) | Німеччина | греко-римська боротьба, до 96 кг | 27     |
| Олімпійський кваліфікаційний турнір з боротьби 2008 (Новий Сад)  | Німеччина | греко-римська боротьба, до 96 кг | Бронза |
| Гран-прі Німеччини з боротьби 2010                               | Німеччина | греко-римська боротьба, до 96 кг | Срібло |
| Кубок Гранми з боротьби 2011                                     | Німеччина | греко-римська боротьба, до 96 кг | Срібло |
| Кубок Владислава Пітласинські 2011                               | Німеччина | греко-римська боротьба, до 96 кг | 8      |
| Тор Мастерс 2012                                                 | Німеччина | греко-римська боротьба, до 96 кг | Золото |
| Кубок Гранми з боротьби 2012                                     | Німеччина | греко-римська боротьба, до 96 кг | Срібло |
| Олімпійський кваліфікаційний турнір з боротьби 2012 (Тайюань)    | Німеччина | греко-римська боротьба, до 96 кг | 16     |
| Олімпійський кваліфікаційний турнір з боротьби 2012 (Гельсінкі)  | Німеччина | греко-римська боротьба, до 96 кг | 8      |
| Гран-прі Німеччини з боротьби 2012                               | Німеччина | греко-римська боротьба, до 96 кг | 7      |

### Виступи на змаганнях молодших вікових груп
| Змагання                                       | Збірна    | Вагова категорія                 | Місце  |
| ---------------------------------------------- | --------- | -------------------------------- | ------ |
| Чемпіонат Європи з боротьби серед юніорів 1995 | Німеччина | греко-римська боротьба, до 68 кг | 5      |
| Чемпіонат Європи з боротьби серед юніорів 1996 | Німеччина | греко-римська боротьба, до 81 кг | 9      |
| Чемпіонат світу з боротьби серед юніорів 1996  | Німеччина | греко-римська боротьба, до 81 кг | 12     |
| Чемпіонат Європи з боротьби серед юніорів 1997 | Німеччина | греко-римська боротьба, до 90 кг | 5      |
| Чемпіонат світу з боротьби серед юніорів 1997  | Німеччина | греко-римська боротьба, до 90 кг | 11     |
| Чемпіонат Європи з боротьби серед юніорів 1998 | Німеччина | греко-римська боротьба, до 90 кг | Золото |
| Чемпіонат світу з боротьби серед юніорів 1998  | Німеччина | греко-римська боротьба, до 90 кг | 9      |
| Чемпіонат світу з боротьби серед кадетів 1993  | Німеччина | греко-римська боротьба, до 51 кг | 6      |